# Число Прандтля
Число́ Пра́ндтля ({\displaystyle \mathrm {Pr} }) — критерій подібності теплових процесів в газах і рідинах. Критерій названо на честь Людвіґа Прандтля (1875 — 1953) — німецького вченого у галузі механіки, одного із засновників експериментальної аеродинаміки.

## Загальний опис
Число Прандтля характеризує подібність полів швидкості та температури в потоці і є мірою співвідношення інтенсивності перенесення імпульсу внутрішнім тертям та інтенсивності перенесення енергії теплопровідністю в потоці рідини. Записується рівнянням:
{\displaystyle Pr={\frac {\nu }{a}}={\frac {Pe}{Re}}}
де:
{\displaystyle a={\frac {\lambda }{c_{p}\rho }}} — коефіцієнт термічної дифузії, м²/с;
{\displaystyle \nu } — кінематичний коефіцієнт в'язкості, м²/с;
{\displaystyle {\lambda }} — коефіцієнтом теплопровідності, Вт/(м·К);
{\displaystyle c_{p}} — масова ізобарна теплоємність, Дж/(кг·К);
{\displaystyle \rho } — густина, кг/м³;
{\displaystyle \mathrm {Pe} } і {\displaystyle \mathrm {Re} } — числа Пекле і Рейнольдса.
У випадку застосування цього критерію для характеристики дифузійних процесів його часто називають дифузійним числом Прандтля ({\displaystyle \mathrm {Pr} _{D}}) або числом Шмідта ({\displaystyle \mathrm {Sc} }).

## Різновиди числа Прандтля
Назагал розрізняють три числа Прандтля – теплове, дифузійне й змішане. Перше число Прандтля являє собою відношення кінематичної в’язкості (перенесення імпульсу) і коефіцієнта температуропровідності (перенесення тепла). Таким чином, теплове число Прандтля містить тільки величини, що визначають фізичні властивості середовища, тобто характеризують співвідношення поля швидкостей і поля температур. Це значить, такі поля будуть подібні тільки при числі Pr = 1. 
Аналогічні міркування можна повністю перенести на дифузійне число Прандтля. Воно характеризує співвідношення між полем швидкостей і полем концентрацій. А змішане число Прандтля – відношення температурного поля до поля концентрацій.